# ドイツ・ブンデスリーガ1966-1967
フースバル・ブンデスリーガ 1966-1967 はドイツサッカー協会 (DFB) によって開催された男子全国最上位リーグの第4シーズン目である。アイントラハト・ブラウンシュヴァイクが初優勝し、1回目のドイチャー・フースバルマイスターの座に就いた。

## 概要
アイントラハト・ブランシュヴァイクは強固な守備を誇り、前半戦を無失点で切り抜け、第17節からは一貫して首位をキープ、昨季王者TSV1860ミュンヘンを勝ち点2差上回り、初優勝した。3位につけたのは、UEFAカップウィナーズカップ 1965-66でドイツ勢初の欧州カップ優勝を成し遂げた、ボルシア・ドルトムントである。
下馬評の低かった1.FCカイザースラウテルンが4位に躍進する一方、3年前のドイツ王者1.FCケルンは7位、その翌年度王者ヴェルダー・ブレーメンは16位と低迷した。昇格組フォルトゥナ・デュッセルドルフとロート＝ヴァイス・エッセンはそれぞれ17位・18位に沈み、一年でフースバル・レギオナルリーガに降格した。

## 順位表[4]
| 順 | チーム                                   | 試 | 勝 | 分 | 敗 | 得 | 失 | 得率  | 点 | 出場権または降格                            |
| -- | ---------------------------------------- | -- | -- | -- | -- | -- | -- | ----- | -- | ------------------------------------------- |
| 1  | アイントラハト・ブラウンシュヴァイク (C) | 34 | 17 | 9  | 8  | 49 | 27 | 1.815 | 43 | UC出場                                      |
| 2  | TSV1860ミュンヘン                        | 34 | 17 | 7  | 10 | 60 | 47 | 1.277 | 41 | ICFC出場                                    |
| 3  | ボルシア・ドルトムント                   | 34 | 15 | 9  | 10 | 70 | 41 | 1.707 | 39 |                                             |
| 4  | アイントラハト・フランクフルト           | 34 | 15 | 9  | 10 | 66 | 49 | 1.347 | 39 | ICFC出場                                    |
| 5  | 1.FCカイザースラウテルン                 | 34 | 13 | 12 | 9  | 43 | 42 | 1.024 | 38 |                                             |
| 6  | FCバイエルン・ミュンヘン                 | 34 | 16 | 5  | 13 | 62 | 47 | 1.319 | 37 | CWC出場                                     |
| 7  | 1.FCケルン                               | 34 | 14 | 9  | 11 | 48 | 48 | 1.000 | 37 | ICFC出場                                    |
| 8  | ボルシア・メンヒェングラートバッハ       | 34 | 12 | 10 | 12 | 70 | 49 | 1.429 | 34 |                                             |
| 9  | ハノーファー96                           | 34 | 13 | 8  | 13 | 40 | 46 | 0.870 | 34 | ICFC出場                                    |
| 10 | 1.FCニュルンベルク                       | 34 | 12 | 10 | 12 | 43 | 50 | 0.860 | 34 |                                             |
| 11 | MSVデュイスブルク                        | 34 | 10 | 13 | 11 | 40 | 42 | 0.952 | 33 |                                             |
| 12 | VfBシュトゥットガルト                    | 34 | 10 | 13 | 11 | 48 | 54 | 0.889 | 33 |                                             |
| 13 | カールスルーアーSC                       | 34 | 11 | 9  | 14 | 54 | 62 | 0.871 | 31 |                                             |
| 14 | ハンブルガーSV                           | 34 | 10 | 10 | 14 | 37 | 53 | 0.698 | 30 | CWC出場                                     |
| 15 | FCシャルケ04                             | 34 | 12 | 6  | 16 | 37 | 63 | 0.587 | 30 |                                             |
| 16 | ヴェルダー・ブレーメン                   | 34 | 10 | 9  | 15 | 49 | 56 | 0.875 | 29 |                                             |
| 17 | フォルトゥナ・デュッセルドルフ (R)       | 34 | 9  | 7  | 18 | 44 | 66 | 0.667 | 25 | フースバル・レギオナルリーガ1967–1968に降格 |
| 18 | ロート＝ヴァイス・エッセン (R)           | 34 | 6  | 13 | 15 | 35 | 53 | 0.660 | 25 | フースバル・レギオナルリーガ1967–1968に降格 |

1. 1 2  バイエルンはUEFAカップウィナーズカップ 1967-68優勝により前回王者として出場決定。さらにバイエルンがDFBポカール1966-1967（ドイツ語版）でも優勝したため、ポカール準優勝のHSVがカップウィナー枠を獲得した。
2. ↑  シーズン中にマイデリッヒャーSVから名称変更した。

## 観客動員数[6]
|      | クラブ                               | 合計      | 平均   |
| ---- | ------------------------------------ | --------- | ------ |
| 01.  | VfBシュトゥットガルト                | 519.486   | 30.558 |
| 02.  | フォルトゥナ・デュッセルドルフ       | 474.826   | 27.930 |
| 03.  | アイントラハト・フランクフルト       | 472.096   | 27.770 |
| 04.  | ボルシア・ドルトムント               | 443.778   | 26.104 |
| 05.  | ハンブルガーSV                       | 434.580   | 25.563 |
| 06.  | アイントラハト・ブラウンシュヴァイク | 429.603   | 25.270 |
| 07.  | ハノーファー96                       | 415.105   | 24.417 |
| 08.  | 1860ミュンヘン                       | 401.565   | 23.621 |
| 09.  | 1.FCケルン                           | 400.161   | 23.538 |
| 10.  | 1.FCニュルンベルク                   | 399.824   | 23.519 |
| 11.  | カールスルーアーSC                   | 385.149   | 22.655 |
| 12.  | FCシャルケ04                         | 383.408   | 22.553 |
| 13.  | ロート＝ヴァイス・エッセン           | 381.005   | 22.412 |
| 14.  | ボルシア・メンヒェングラートバッハ   | 368.504   | 21.676 |
| 15.  | FCバイエルン・ミュンヘン             | 342.074   | 20.122 |
| 16.  | ヴェルダー・ブレーメン               | 296.748   | 17.455 |
| 17.  | マイデリッヒャーSV                   | 294.033   | 17.296 |
| 18.  | 1.FCカイザースラウテルン             | 287.540   | 16.914 |
| 総計 | 総計                                 | 7.129.485 | 23.298 |

## 得点ランキング[7]
ブンデスリーガの歴史上はじめて、複数人が得点王を分け合った。
| 順位 | 国籍         | 選手                                                  | クラブ                             | 得点数 |
| ---- | ------------ | ----------------------------------------------------- | ---------------------------------- | ------ |
| 1    | 西ドイツの旗 | ローター・エメリヒ                                    | ボルシア・ドルトムント             | 28     |
| 1    | 西ドイツの旗 | ゲアト・ミュラー                                      | FCバイエルン・ミュンヘン           | 28     |
| 3    | 西ドイツの旗 | ヘアバート・ラウメン                                  | ボルシア・メンヒェングラートバッハ | 18     |
| 4    | 西ドイツの旗 | クリスティアン・ミュラー (1938年生まれのサッカー選手) | カールスルーアーSC                 | 17     |
| 5    | 西ドイツの旗 | ベアント・ルップ                                      | ボルシア・メンヒェングラートバッハ | 16     |

## アイントラハト・ブラウンシュヴァイクのマイスターマンシャフト[8]
| 1. | アイントラハト・ブランシュヴァイク |
|    | - GK: ヨハネス・イェッカー (2試合/0得点); ホースト・ヴォルター (32/0) - DF: ヨアヒム・ベーゼ (c) (33/0); ヴォルフガン・ブラーゼ (3/0); ペーター・カーク (34/0); ヴォルフガン・マッツ (サッカー選手) (5/0); クラウス・マイアー (サッカー選手) (30/0); ユアゲン・モル (34/5) - MF: ハンス＝ゲオーク・ドゥルツ (32/5); ヴァルター・シュミット (1937年生まれのサッカー選手) (33/0); ローター・ウルザス (32/14) - FW: クラウス・ゲアヴィーン (21/5); ヴォルフガン・グシプ (15/2) ; ヴォルフ＝リュディガー・クラウゼ (2/0); エーリヒ・マース (サッカー選手) (33/11); ゲアト・ザブロフスキ (33/8) - 監督: ヘルムート・ヨハンゼン |

## 移籍市場

### アイントラハト・ブラウンシュヴァイク
今季成績：, 1位, 監督： ヘルムート・ヨハンゼン, 1965/66: 10位
| 入団 | - ゲアト・ザボロフスキ, 33-8, ホルシュタイン・キール, RLノルト - ヴォルフラム・グシプ, 15-2, アマチュアから昇格 - ヴォルフ＝リュディガー・クラウゼ, 2-0, アマチュアから昇格 - ミヒャエル・ポーリュフカ, FCカール・ツァイス・イエナ, 東ドイツから亡命・一年間出場禁止 |
| 退団 | - ディーター・クラフチュク, アイントラハト・フランクフルト, BL - ローター・ヴェシュケ, キッカース・オッフェンバッハ, RLズュート |

### TSVミュンヘン1860
今季成績： 2位, 監督： マックス・メアケル (-1966.12.10), →ハンス=ヴォルフガン・ヴェーバー (1966.12.17 - 1967.2.14) →グンター・バウマン (サッカー選手) (1967.2.15-), 1965/66: 1位
| 入団 | - ヴォルフガン・ファーイアン, 8-0, ヘルタBSC, RLベルリン - フリーデル・ルッツ, 11-0, アイントラハト・フランクフルト, BL - ゴットフリート・ペーター, 6-0, ボルシア・ノインキルヒェン, BL降格組 |
| 退任 | - オットー・ルットロプ, FCルガーノ - アルフレート・コールホイフル, 1. FCプフォルツハイム, RLズュート - ヴィルフリート・テペ, 1. FCプフォルツハイム, RLズュート - ヘルムート・リヒャート, バイヤー04レヴァークーゼン, RLヴェスト - エアンスト・ヴィンターハルター, キッカース・オッフェンバッハ, RLズュート |

### ボルシア・ドルトムント
今季成績： 3. Platz, 監督： ハインツ・ムーラッハ (→ ヴィリー・ムルトハウプ), 1965/66: 2位.
| 入団 | - ゲアト・ペーフス, 32-3, ボルシア・ノインキルヒェン, BL降格組 - ヴィリ・ノイベアガー, 26-3, TuSレールフェルト - ホアスト・トリムホルト, 9-1, アイントラハト・フランクフルト, BL - ヴィリバルト・ミクラシュ, 2-1, ESVインゴルシュタット, RLズュート |
| 退団 | - ハーマン・シュトラシッツ, ハノーファー96, BL - ハーラルト・バイアー (サッカー選手), 詳細不明 - ハインリヒ・クフィアトコフスキ, 現役引退 |

### アイントラハト・フランクフルト
今季成績： 4位, 監督： エレク・シュヴァーツ, 1965/66: 7位
| 入団 | - ファフルディン・ユスフィ, 33-0, FKパルティザン - ジークフリート・ブロナート, 16-11, FCザンクト・パウリ, RLノルト - ジークバート・フェークヘルム, 8-0, アマチュアから昇格 - ディーター・クラフチュク, 4-1, アイントラハト・ブラウンシュヴァイク, BL - エアンスト・アッベ, 2-2, Spfrde. フランクフルト04/ユーゲント |
| 退団 | - ゲオルク・レヒナー (1941年生まれのサッカー選手), TSVシュヴァーベン・アウクスブルク, RLズュート - フリーデル・ルッツ, TSVミュンヘン1860, BL - ホースト・トリムホルト, ボルシア・ドルトムント, BL - ルートヴィヒ・ランデアー, FSVフランクフルト, RLズュート - エアヴィン・シュタイン (サッカー選手), SVダルムシュタット98, RLズュート - ディーター・シュティンカ, SVダルムシュタット98, RLズュート - リヒャート・ヴェーバー (サッカー選手), VfBマールブルク, ヘッセンリーガ |

### 1. FCカイザースラウテルン
今季成績： 5位, 監督： ギュラ・ローラーント, 1965/66: 15位
| 入団 | - オットー・レーハーゲル, 28-4, ヘルタBSC, RLベルリン - ゲアハート・ケンチュケ, 26-8, カールスルーアーSC, BL - アンドリヤ・アンコヴィッチ, 12-4, NKハイデュク・スプリト - エックハート・クラウツン, 3-0, レイターSV                                         |
| 退団 | - ユアゲン・ノイマン, FCツューリヒ - ヴィルフリート・ライデッカー, SVヴァルトホフ・マンハイム, RLズュート - ヴェアナー・マンゴルト (サッカー選手), SVアルセンボルン, RLズュートヴェスト - マンフレート・ルンメル, ピッツバーグ・ファントムズ (冬季中断期間) |

### FCバイエルン・ミュンヘン
今季成績： 6位, 監督： ズラトコ・チャイコフスキ, 1965/66: 3位
| 入団 | - ゲオルク・シュヴァルツェンベック, 21-0, ユーゲントから昇格 - フランツ・ロート, 20-7, SpVggカウフボイレ - クラウス・ヴァルライトナー, 2-0, ユーゲントから昇格 - ギュラ・ナスダッラ, 1-0, ヴィクトリア・ケルン, RLヴェスト - シュテファン・バツァク, ヴォルフガン・コンプロイ, ゲアハート・ヴェルツ, 出場なし |
| 退団 | - ディーター・ダンツベアク, ロート=ヴァイス・オーバーハオゼン, RLヴェスト - カール・シュナイダー (1942年生まれのサッカー選手), TSVシュヴァーベン・アウクスブルク, RLズュート - フーバート・ヴィンツペアガー, プロイセン・ミュンスター, RLヴェスト - Blacut, Kaussen, Kroiß, Mokosch (詳細不明)                |

### 1. FCケルン
今季成績： 7位, 監督： ヴィリー・ムルトハウプ (→ ゲオルク・クネプフル), 1965/66: 5位
| 入団 | - ミルティン・ショシュキッチ, 34-0, NKパルティザン - ローゲル・マグヌソン, 20-4, ユヴェントスFC - ユアゲン・イェンドロッセク, 19-5, ユーゲントから昇格 - ハインツ・フローエ, 18-2, TSVオイスキルヒェン - カール=ハインツ・シュトルト, 11-2, ユーゲントから昇格 - パウル・アルガー, ヘルムート・ベアクフェルダー, 出場なし |
| 退団 | - スルジャン・チェビナッツ, RKSVシッタルディア - クリスティアン・ミュラー (1938年生まれのサッカー選手), カールスルーアーSC, BL - オーレ・セーアンセン (サッカー選手), PSV - フリッツ・エヴェアト, アルクマール54 - ヘアバート・ベンネン, AZ '67 - フランツ・クラウトハウゼン, RWオーバーハウゼン, RLヴェスト - レオ・ヴィルデン, バイヤー04レヴァークーゼン, RLヴェスト - ハンス・シェーファー (サッカー選手), ゲオルク・シュトーレンヴェアク, 現役引退 |

### ボルシア・メンヒェングラートバッハ
今季成績 8位, 監督： ヘネス・ヴァイスヴァイラー, 1965/66: 13位
| 入団 | - ヘアベアト・ヴィマー, 34-2, ボルシア・ブラント, LLミッテルライン, St. 2 - フォルカー・ダナー, 33-0, 1. FCザールブリュッケン, RLズュートヴェスト - ヴラディミル・ドゥルコヴィッチ, 10-0, FKツルヴェナ・ズヴェズダ - ディーター・ショルバッハ, 2-0, ヘルタBSCユーゲント |
| 退団 | - ハインツ・デ・ランゲ, VfRノイス, RLヴェスト - ハンス=ギュンター・フンケ, TuSノイエンドルフ, RLズュートヴェスト - ルドルフ・クレッチュマー, TuSノイエンドルフ, RLズュートヴェスト - ゲアト・ショメン, 現役引退                                                         |

### ハノーファー96
今季成績： 9位, 監督： ホアスト・ブーツ → ヘルベルト・クロンスバイン, 1965/66: 12位
| 入団 | - クリスティアン・ブロイアー (サッカー選手), 30-4, アレマニア・アーヘン, RLヴェスト - ヘアマン・シュトラシッツ, 28-5, ボルシア・ドルトムント, BL - カイ・ポウルセン, 28-2, ヴァイレBK - カール=ハインツ・エシュ, 5-0, アマチュアから昇格 - ライナー・シュティラー (サッカー選手), 2-0, アマチュアから昇格 - ペーター・アンダース (1946年生まれのサッカー選手), 1-0, アマチュアから昇格 |
| 退団 | - フレート・ホフ, ゲッティンゲン05, RLノルト - ハイナー・クローゼ, ゲッティンゲン05, RLノルト - ハネス・バルダウフ, アマチュア降格 - ペーター・クロンスバイン, ヘルタBSC, RLベルリン - ヴィルフリート・フリッケ, ディーター・マイアー, (不明) |

### 1. FCニュルンベルク
今季成績： 10位, 監督： イェヌー・チャクナーディ (-1966.11.7);  → イェヌー・ヴィンツェ (1966.11.8-12.31); → マックス・メアケル (1967.1.3-), 1965/66: 6位
| 入団 | - ハインツ・ミューラー (1943年生まれのサッカー選手), 15-3, アマチュアから昇格 - ホアスト＝ディーター・シュトリヒ, 9-0, PSV - ヴルフ=インゴ・ウースベック, 9-0, タスマニア1900ベルリン, BL降格組 - ヨヴァン・ミラディノヴィッチ, 5-0, FKパルティザン - マンフレート・エーベンヘー, 1-1, アマチュアから昇格 - ヘアベアト・レナー, 出場なし, アマチュアから昇格 |
| 退団 | - アントン・アレマン, グラスホッペルCZ - ルドルフ・バスト, SSVロイトリンゲン, RLズュート - ユアゲン・ビルマン, SpVggフュルト, RLズュート - ヘアマン・マーヒル, SpVggフュルト, RLズュート |

### MSVデュイスブルク
今季成績：11位, 監督： ヘアマン・エッペンホフ, 1965/66: 8位
| 入団 | - ジョルジェ・パヴリッチ, 26-2, SDヴォイヴォディナ・ノヴィ・サド - ヴィリバート・クレマー, 21-1, ヘルタBSC, RLベルリン - ベアント・ベッカー (サッカー選手), 出場なし, アイントラハト・ゲルゼンキルヒェン, RLヴェスト                                                        |
| 退団 | - ハインツ・フェアシュテーク, ハムボルン07, RLヴェスト - ヴィンツェンツ・フクス, VfRマンハイム, RLズュート - ルドルフ・シュミット (サッカー選手), FCバイエルン・ミュンヘン, BL (シーズン開幕前に交通事故死) - ハウール・タグリアリ, 詳細不明 - ヘルムート・ラーン, 現役引退 |

### VfBシュトゥットガルト
今季成績： 12位, 監督： ルディ・グーテンドアフ (-1966.12.13);  → アルバート・ジン (1966.12.14-), 1965/66: 11位
| 入団 | - ジルベール・グレス, 34-3, RCストラスブール - ボー・ラーション, 22-7, マルメFF - ホアスト・ケッペル, 27-8, ユーゲントから昇格 - カール=ハインツ・ハントシュー, 7-3, ユーゲントから昇格 |
| 退団 | - ペーター・アウスト, 1. FCザールブリュッケン, RLズュートヴェスト - ディーター・ヘラー, SSVロイトリンゲン, RLズュート - ヘルムート・ジーバート, フライブルガーFC, RLズュート - ヴェアナー・ヴァルター (サッカー選手), シュトゥットガルター・キッカース, RLズュート - ヴラディツァ・ポポヴィッチ, シュトゥットガルター・キッカース, RLズュート - ハンス・クラウス (1943年生まれのサッカー選手), 1. FCプフォルツハイム, RLズュート |

### カールスルーアーSC
今季成績： 13位, 監督： ヴェアナー・ロート (1925年生まれのサッカー選手) (-1966.11.1); →パウル・フランツ (サッカー選手) (1966.11.2-), 1965/66: 16位
| 入団 | - クリスティアン・ミュラー (1938年生まれのサッカー選手), 32-17, 1. FCケルン, BL - ユアゲン・ヴァイトラント, 29-2, FCザンクト・パウリ, RLノルト - ドラゴスラヴ・シェクララツ, 17-2, FKツルヴェナ・ズヴェズダ - フリートヘルム・シュトルツェルチュク, 11-0, Spfrde. グラートベック - ラース・グランストレム, 3-0, マルメFF - ヴォルフガン・ベーニ, 1-0, ユーゲントから昇格 |
| 退団 | - ゲアハート・ケンチュケ, 1. FCカイザースラウテルン, BL - ハインツ・クラヴァツォ, SCオペル・リュッセルスハイム, RLズュート - ウド・グラーザー, SVヴァルトホフ・マンハイム, RLズュート - マンフレート・パウル (サッカー選手), シュトゥットガルター・キッカース, RLズュート - ホアスト・ホッツ, フェニックス・ベルハイム, RLズュートヴェスト - ラインホルト・ヴィシュノフスキー, SCヴィクトリア・ケルン, RLヴェスト - ハートマン・マドル, FCグレンヒェン - エアヴィン・メッツガー, Sportinvalide - ヴィリ・リーム, アマチュア復帰 |

### ハンブルガーSV
今季成績： 14位, 監督： ヨーゼフ・シュナイダー (1914年生まれのサッカー選手), 1965/66: 9位
| 入団 | - ペーター・ローアシュナイダー, 20-1, ユーゲントから昇格 - ハンス・シュルツ (1942年生まれのサッカー選手), 11-1, SVヴェルダー・ブレーメン, BL - ラインハート・レッフラー (サッカー選手), 8-0, アマチュア復帰 - ハンス＝ユアゲン・ヘルフリッツ, 7-1, SVムンスター - エルマー・マイ, 3-0, ボルシア・ノインキルヒェン, BL降格組                               |
| 退団 | - ユハニ・ペトロネン, ヴァルケアコスケン・ハカ - ハイコ・クアト, FCアルトナ93, RLノルト - エアヴィン・ピーホフィアク, ホアスト・デーン, ペーター・ヴルフ (サッカー選手), ロルフ・シュヴァータウ, シュペルバー・ハンブルク, RLノルト - クラウス・フォークラー, コンコルディア・ハンブルク, RLノルト - ゲアハルト・クルーク, ディーター・ゼーラー, 現役引退 |

### FCシャルケ04
'今季成績： 15位, 監督： フリッツ・ランナー, 1965/66: 14位
| 入団 | - ホアスト・ビーヒンガー, 34-5, TSVシュヴァーベン・アウクスブルク, RLズュート - ノアベアト・ニークブーア, 28-0, SVヘッセラー06 - ヴィリ・クラウス (1943年生まれのサッカー選手), 24-7, テニス・ボルシア・ベルリン, RLベルリン - ジャルコ・ニコリッチ, 8-0, ヴォイヴォディナ・ノヴィ・サド - ハンス=ペーター・キアヒヴェーム, 2-0, VfBランゲンフェルト |
| 退団 | - ヨーゼフ・ブローデン, 現役引退 - ジークフリート・グラムス, TSVマール=ヒュルス, RLヴェスト - ヴェアナー・ヴァイカンプ, 1. FCボーホルト, ALニーダーライン - ホアスト・ミュールマン, ウーヴェ・クライナ, ヴェアナー・グラウ (サッカー選手), ハインツ=ディーター・レム, ボナーＳＣ, RLヴェスト - ジークフリート・ヴェアナー, 詳細不明                  |

### SVヴェルダー・ブレーメン
今季成績 16位, 監督： ギュンター・ブロッカー, 1965/66: 4位
| 入団 | - ヴェアナー・ゲアツ, 30-6, ボルシア・ノインキルヒェン, BL降格組 - ロルフ・シュヴァイクヘーファー, 13-6, FCシュヴァインフルト05, RLズュート - オーレ・ビョーンモーセ, 5-0, BK09オーゼンセ - ヘアベアト・シュレーダー (サッカー選手), 4-0, アマチュアから昇格, LLブレーメン - ゲアハート・トイペル, 1-0, アマチュアから昇格, LLブレーメン - カーステン・バウマン (1946年生まれのサッカー選手), 出場なし, アマチュアから昇格, LLブレーメン |
| 退団 | - ハンス・シュルツ (1942年生まれのサッカー選手), ハンブルガーSV, BL - フーゴー・ダウスマン, FKピルマゼンス, RLズュートヴェスト - ヴィリ・ゾヤ, ベルゲドルフ85, RLノルト |

### フォルトゥナ・デュッセルドルフ
今季成績： 17位, 監督： クノ・クレッツァー, 1965/66: BL昇格組
| 入団 | - フレート・ヘッセ, 27-1, アマチュアから昇格 - ヴェアナー・ルンヴィッツ, 26-2, テニス・ボルシア・ベルリン, RLベルリン - ユアゲン・コッホ (サッカー選手), 16-2, ヴェストファリア・ヘルネ, RLヴェスト - ライナー・ブッデ (サッカー選手), 8-1, SSVgバルメン/ユーゲント - ヴィリ・ヘートフェルト, 8-0, ユーゲントから昇格 - エゴン・ケーネン, 3-0, SpVggフェアスモルト/ユーゲント |
| 退団 | - クラウス・ベックフェルト, VfRマンハイム, RLズュート - アルバート・ゲアツ, デュッセルドルファーSC99 - カール・ホフマン (1935年生まれのサッカー選手), 現役引退 |

### ロート=ヴァイス・エッセン
今季成績： 18位, 監督： フリッツ・プリスカ, 1965/66: BL昇格組
| 入団 | - ハインツ・ジメル, 33-5, ボルシア・ノインキルヒェン, BL降格組 - ペーター・ディートリヒ (サッカー選手), ESVインゴルシュタット, RLズュート降格組 - ユアゲン・グリンカ, 15-1, SpVggヴァイデン, RLズュート降格組 - フレート=ヴェアナー・ボックホルト, 13-0, VfBボットロプ, RLヴェスト降格組 |
| 退団 | - ハンス＝ユアゲン・クーアラト, ボルシア・ドルトムント・アマチュア - ハンス=ギュンター・シャーフ, アイントラハト・デュイスブルク, RLヴェスト - ベアント・ブロートベク, シュポルトフロインデ・ジーゲン, フェアバンツリーガ・ヴェストファーレン                                            |

## 出来事
- マイデリッヒャーSVがシーズン途中に「MSVデュイスブルク」に改名した[9]。

- ボルシア・メンヒェングラートバッハが11-0でFCシャルケ04に勝利した。10年後ボルシアMG自身の手によって更新されることになるが、それまではブンデスリーガ史上最大得点差試合であった。

- 前回王者TSV1860ミュンヘンで1966年12月に選手の反乱が起こり、選手投票の結果、賛成16：反対1でマックス・メルケル監督の解任を「決議」した。過去数週間、メルケル監督がチームに対する根拠なき中傷発言を繰り返した事への反乱であり、クラブのサッカー部門責任者アーダルベルト・ヴェツェルの辞任を招いた[10]。

- 1860のルディ・ブルネンマイアーがシーズン中に暴力事件で逮捕され、禁固二週間の判決を受けた。同じく1860のティモ・コニエツカは、主審に暴行をふるって6ヶ月間の出場停止処分を受けた[10]。

- 1966年11月12日、シュタディオン・ローテ・エアデにおけるボルシア・ドルトムント-FCシャルケ04のダービーマッチにおいて、後半途中20メートル先が見えないほどの濃霧が発生した。試合はホームのBVBが6-2で勝ったが、後半に決まった4ゴールは大半の観客が視認できない状態だった[10]。

## レフェリー[11]
| 名前                                      | 生年月日   | 州協会                          | 担当試合数 | 退場宣告数 |
| ----------------------------------------- | ---------- | ------------------------------- | ---------- | ---------- |
| ディートリヒ・バーゼドウ                  | 1930-07-17 | ハンブルク                      | 1          | 0          |
| ギュンター・バウムゲアトル                | 1929-05-02 | ヴェストファーレン              | 5          | 0          |
| アルフォンス・ベッツ                      | 1928-11-21 | バイエルン                      | 5          | 0          |
| アルベアト・ビンダー (審判員)             | 1928-07-05 | ヴュルテンベルク                | 2          | 0          |
| フェアディナント・ビヴェアシ              | 1934-06-24 | ザールラント                    | 7          | 0          |
| エトガー・ドイシェル                      | 1920-10-04 | ズュートヴェスト                | 9          | 2          |
| ヴァルター・エシュヴァイラー              | 1935-09-20 | ミッテルライン                  | 3          | 0          |
| ヘルムート・フリッツ (審判員)             | 1923-10-19 | ズュートヴェスト                | 3          | 0          |
| オスヴァルト・フリッツ                    | 1925-04-10 | バーデン                        | 9          | 1          |
| クアト・ハントヴェアカー                  | 1921-12-11 | バーデン                        | 9          | 0          |
| ゲアト・ヘニヒ                            | 1935-04-24 | ニーダーライン                  | 11         | 0          |
| ホアスト・ヘアデン                        | 1928-07-08 | ハンブルク                      | 12         | 1          |
| フランツ・ホイマン                        | 1923-03-14 | バイエルン                      | 8          | 0          |
| ヴィルフリート・ヒルカー                  | 1930-08-14 | ヴェストファーレン              | 4          | 0          |
| ヨーゼフ・ホフマン (審判員)               | 1926-07-19 | ニーダーライン                  | 3          | 0          |
| ヴァルター・ホアストマン                  | 1935-08-28 | ニーダーザクセン                | 6          | 1          |
| ルディベアト・ヤコビ                      | 1927-12-23 | バーデン                        | 8          | 1          |
| ルドルフ・クライトライン                  | 1919-11-14 | ヴュルテンベルク                | 13         | 0          |
| ヴォルフガン・リンク (審判員)             | 1935-03-19 | シュレースヴィヒ=ホルシュタイン | 2          | 0          |
| ギュンター・リン                          | 1935-03-16 | ラインラント                    | 3          | 0          |
| ヘアベアト・ルッツ                        | 1930-05-01 | ブレーメン                      | 4          | 0          |
| カール=ハインツ・マイラント               | 1931-08-04 | ブレーメン                      | 1          | 0          |
| ヨハネス・マルカ                          | 1922-07-16 | ヴェストファーレン              | 9          | 1          |
| カール・ニーマイアー (審判員)             | 1920-08-29 | ミッテルライン                  | 9          | 0          |
| クラウス・オームゼン                      | 1935-10-16 | ハンブルク                      | 10         | 0          |
| アルフレート・オット                      | 1934-06-19 | ラインラント                    | 11         | 0          |
| カール=ハインツ・ピッカー                 | 1928-09-26 | ハンブルク                      | 1          | 0          |
| ハンス・ラーダーマッハー (審判員)         | 1921-03-04 | ミッテルライン                  | 8          | 0          |
| ヤン・レーデルフス                        | 1935-08-20 | ニーダーザクセン                | 5          | 0          |
| エーリヒ・ライル                          | 1921-12-08 | 不明                            | 3          | 1          |
| エヴァルト・レゲリー                      | 1934-03-17 | ベルリン                        | 7          | 0          |
| カール・リーク                            | 1929-11-15 | バイエルン                      | 11         | 0          |
| ベアトホルト・シュミット                  | 1930-03-27 | ミッテルライン                  | 4          | 1          |
| ルドルフ・シュライナー                    | 1920-12-13 | ヘッセン                        | 6          | 0          |
| ゲアハート・シューレンブアク              | 1926-10-11 | ニーダーザクセン                | 9          | 1          |
| ブルーノ・シュルツ                        | 1934-05-13 | ベルリン                        | 3          | 0          |
| ロルフ・ゼーカンプ                        | 1921-09-16 | ブレーメン                      | 5          | 1          |
| フリッツ・ザイラー (1972年生まれの審判員) | 1927-08-14 | ヴュルテンベルク                | 8          | 0          |
| ハインツ・ジーベアト (審判員)             | 1925-08-02 | バーデン                        | 9          | 0          |
| ゲアト・ジーペ                            | 1929-07-27 | ミッテルライン                  | 5          | 0          |
| マックス・シュピンラー                    | 1920-09-10 | ズュートヴェスト                | 8          | 2          |
| エアヴィン・シュトゥルム (審判員)         | 1922-11-21 | ニーダーザクセン                | 5          | 0          |
| ヴィリ・ティーア                          | 1925-04-03 | ヴェストファーレン              | 8          | 0          |
| クアト・チェンシャー                      | 1928-10-05 | バーデン                        | 13         | 0          |
| ハンス・フォス (審判員)                   | 1928-08-10 | ヴェストファーレン              | 2          | 0          |
| フランツ・ヴェンゲンマイアー              | 1926-03-14 | バイエルン                      | 9          | 0          |
| ハンス=ヨアヒム・ヴェイラント             | 1929-09-29 | ニーダーライン                  | 9          | 1          |
| ウルリヒ・ヴォルフ (審判員)               | 1925-01-19 | 不明                            | 1          | 0          |
| 通算:                                     | 通算:      | 通算:                           | 306        | 14         |
| 出典: weltfussball.de                     |            |                                 |            |            |